# Краснопоймовский сельский округ
Краснопоймовский сельский округ — упразднённая административно-территориальная единица, существовавшая на территории Луховицкого района Московской области в 1994—2006 годах.
Двуглинковский сельсовет был образован в первые годы советской власти. До 1929 года он входил в состав Зарайского уезда Рязанской губернии.
В 1929 году Двуглинковский с/с был отнесён к Луховицкому району Коломенского округа Московской области.
8 января 1931 года Луховицкий и Белоомутский районы объединились в Горкинский район, куда вошёл и Двуглинковский с/с.
11 мая 1931 года Горкинский район был переименован в Луховицкий район.
9 мая 1952 года из Выкопанского с/с в Двуглинковский было передано селение Горетово.
14 июня 1954 года к Двуглинковскому с/с был присоединён Ивачевский с/с.
22 июня 1954 года из Двуглинковского с/с в Аксёновский с/с было передано селение Чуприково, а в Выкопанский с/с — селение Подлипки и железнодорожная станция Подлипки.
31 июля 1959 года из Двуглинковского с/с в Аксёновский было передано селение Ивачево. Одновременно центр Двуглинковского с/с был перенесён в центральную усадьбу совхоза «Красная Пойма», а сам сельсовет переименован в Краснопоймовский сельсовет.
1 февраля 1963 года Луховицкий район был упразднён и Краснопоймовский с/с вошёл в Коломенский сельский район. 11 января 1965 года Краснопоймовский с/с был возвращён в восстановленный Луховицкий район.
3 февраля 1994 года Краснопоймовский с/с был преобразован в Краснопоймовский сельский округ.
В ходе муниципальной реформы 2004—2005 годов Краснопоймовский сельский округ прекратил своё существование как муниципальная единица. При этом его селения были переданы в Сельское поселение Краснопоймовское.
29 ноября 2006 года Краснопоймовский сельский округ исключён из учётных данных административно-территориальных и территориальных единиц Московской области.